# تاجی‌خزنده
تاجی‌خزنده یا سارولوفوس (نام علمی: Saurolophus) نام یک سرده از تیره هادروسارید است.